# Bistum Maliana
Das Bistum Maliana (lat.: Dioecesis Malianensis) ist das jüngste der drei Bistümer im Staat Osttimor. Erster und derzeitiger Bischof ist Norberto do Amaral.

## Übersicht

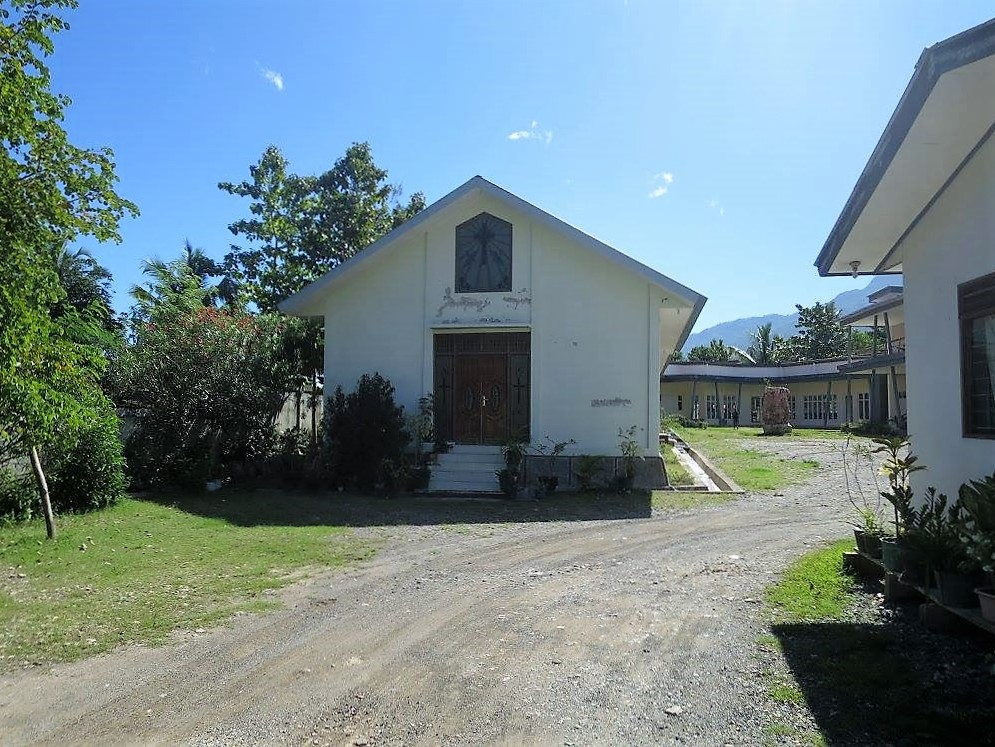
Der alte Bischofssitz von Maliana

Am 30. Januar 2010 wurde das Bistum Maliana vom Bistum Dili abgetrennt. Sitz ist Maliana, die Hauptstadt der Gemeinde Bobonaro. Der alte Bischofssitz befindet sich in der Estrada de Cristo Rei in Lahomea. Er wurde in den Norden Malianas in den Suco Ritabou verlegt.
Als Kathedrale dient übergangsweise die ehemalige Pfarrkirche Malianas, die Heilig-Kreuz-Kirche im Suco Lahomea. 2016 wurde der Grundstein für den Bau der Herz-Jesu-Kathedrale (Catedral do Sagrado Coração de Jesus) gelegt, westlich des Krankenhauses von Maliana.
Neben Bobonaro gehören zum Bistum noch die Gemeinden Cova Lima und Liquiçá. Die Gesamtfläche beträgt 3.645 km². Das Bistum wurde zunächst direkt dem Heiligen Stuhl in Rom unterstellt. Am 11. September 2019 unterstellte Papst Franziskus das Bistum Maliana dem Erzbistum Dili als Suffraganbistum.
| Entwicklung der Zahl der Gläubigen | Entwicklung der Zahl der Gläubigen | Entwicklung der Zahl der Gläubigen |
| ---------------------------------- | ---------------------------------- | ---------------------------------- |
| Jahr                               | Zahl der Katholiken                | Anteil an der Gesamtbevölkerung    |
| 2010                               | 206.597                            | 98,4 %                             |
| 2012                               | 228.741                            | 99,4 %                             |
| 2013                               | 232.883                            | 97,3 %                             |
| 2019                               | 267.206                            | 99,4 %                             |

## Gemeinden
| Bobonaro  | Bobonaro         | Bobonaro                               | Bobonaro                                                                            |
| Bild      | Kirchengemeinde  | Schutzpatron                           | Artikel zur Kirche                                                                  |
| --------- | ---------------- | -------------------------------------- | ----------------------------------------------------------------------------------- |
|           | Atabae           | ?                                      |                                                                                     |
|           | Balibo           | S. Antonio                             | Santo António (Balibo)                                                              |
|           | Bobonaro         | Nossa Senhora Imaculada Conceição      | Igreja da Imaculada Conceição Bobonaro                                              |
|           | Lolotoe          | Nossa Senhora de Fátima                | Nossa Senhora de Fátima (Lolotoe)                                                   |
|           | Maliana          | Sagrado Coração de Jesus               | Herz-Jesu-Kathedrale (Maliana) (im Bau), Provisorium: Heilig-Kreuz-Kirche (Maliana) |
| Cova Lima |                  |                                        |                                                                                     |
| Bild      | Kirchengemeinde  | Schutzpatron                           | Artikel zur Kirche                                                                  |
|           | Fohorem          | ?                                      |                                                                                     |
|           | Salele (Tilomar) | Antonius Maria Claret                  | Santo António Maria Claret (Salele)                                                 |
|           | Suai             | Ave Maria                              | Igreja Ave Maria de Suai                                                            |
|           | Zumalai          | Unsere Liebe Frau auf dem Berge Karmel | Nossa Senhora do Carmo (Zumalai)                                                    |
| Liquiçá   |                  |                                        |                                                                                     |
| Bild      | Kirchengemeinde  | Schutzpatron                           | Artikel zur Kirche                                                                  |
|           | Liquiçá          | Johannes de Britto                     | São João de Brito (Liquiçá)                                                         |